# Otto Goldschmidt
Otto Moritz David Goldschmidt (21 août 1829 - 24 février 1907) est un compositeur, chef d'orchestre et pianiste allemand, connu pour ses concertos pour piano et autres pièces pour piano. Il épouse le "Swedish Nightingale", la soprano Jenny Lind.

## Biographie

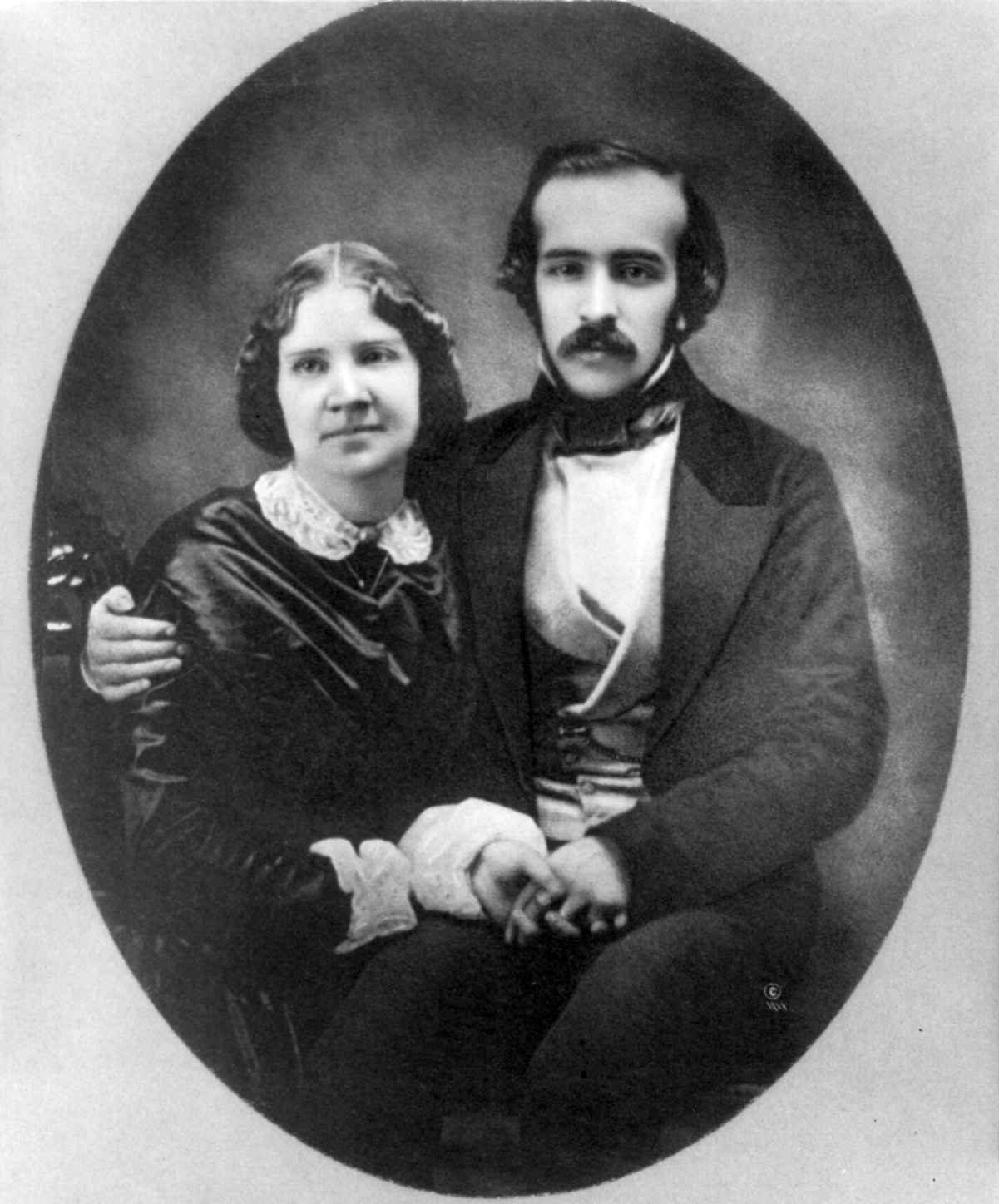
Lind et Goldschmidt

Goldschmidt est né à Hambourg, en Allemagne, fils de Moritz David Goldschmidt et de la militante des droits des femmes Johanna Goldschmidt (en). Il a sept frères et sœurs et ses parents riches et bien éduqués appartiennent à la communauté des Juifs réformés libéraux en Allemagne. Comme sa mère est douée pour la musique – excellente chanteuse, pianiste, violoniste et harpiste – elle se concentre sur l'éducation musicale de ses enfants. Goldschmidt fréquente le Conservatoire de Leipzig de 1843 à 1846 où il étudie avec Hans von Bülow, Felix Mendelssohn et Moritz Hauptmann. De Mendelssohn, Goldschmidt reçoit ce certificat d'étudiant : « M. Goldschmidt a développé un talent fin pour jouer du piano de manière gratifiante et a également fait preuve d'un talent non négligeable en composition pour son instrument. De plus, il a pris des cours particuliers de piano avec Clara Schumann.

Autographe de Jenny Lind après son mariage avec Goldschmidt

Le 5 février 1852, Goldschmidt épouse la soprano Jenny Lind à Boston, Massachusetts . Pour faire plaisir à sa femme, il se convertit pour devenir épiscopalien . Ils ont trois enfants. À partir de 1858, ils vivent à Londres où Otto devient professeur en 1863 et plus tard directeur vocal à la Royal Academy of Music. En 1863, Goldschmidt et William Sterndale Bennett compilent le Chorale Book of England. En 1876, il fonde le Chœur Bach, qu'il dirige jusqu'en 1886. Il dirige plusieurs fois les célèbres fêtes du Bas-Rhin à Düsseldorf.

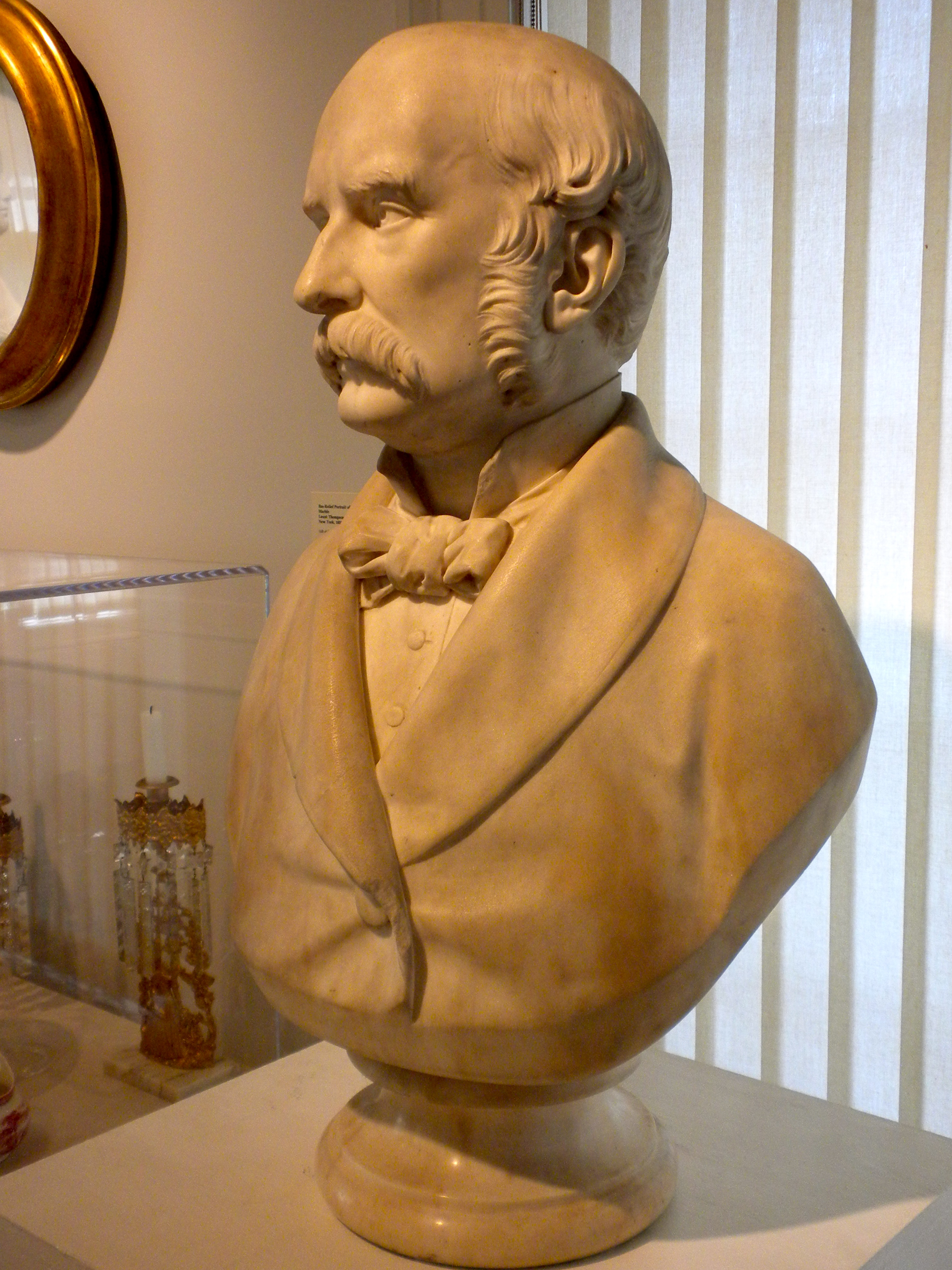
Buste d'Otto Goldschmidt par Joseph Durham, 1877, à l' American Swedish Historical Museum de Philadelphie, offert par Ernest Goldschmidt.

Après la mort de sa femme en 1887, Goldschmidt publie sa biographie Jenny Lind. Ihre Laufbahn als Künstlerin (Jenny Lind : sa carrière d'artiste) .
Goldschmidt est décédé à Londres en 1907 à l'âge de 77 ans.

## Travaux
Goldschmidt écrit un concerto pour piano et d'autres pièces pour piano, chansons et trios. Dans son oratorio Ruth, sa femme chante la partie de soprano lors de la création de 1870, la dernière représentation de sa carrière .